# Erebia freemani
Erebia freemani är en fjärilsart som beskrevs av Ehrlich 1954. Erebia freemani ingår i släktet Erebia och familjen praktfjärilar. Inga underarter finns listade i Catalogue of Life.